# Coublucq
Coublucq is een gemeente in het Franse departement Pyrénées-Atlantiques (regio Nouvelle-Aquitaine) en telt 105 inwoners (2009). De plaats maakt deel uit van het arrondissement Pau.

## Geografie
De oppervlakte van Coublucq bedraagt 5,6 km², de bevolkingsdichtheid is dus 18,8 inwoners per km².
De onderstaande kaart toont de ligging van Coublucq met de belangrijkste infrastructuur en aangrenzende gemeenten.

## Demografie
Onderstaande figuur toont het verloop van het inwonertal (bron: INSEE-tellingen).